# Roger Greenaway
Roger John Reginald Greenaway, (23 de agosto de 1938) es un cantante, compositor y productor discográfico inglés, conocido por sus colaboraciones con Roger Cook. Sus composiciones incluyen "You've Got Your Troubles", "I'd Like to Teach the World to Sing (in Perfect Harmony)" y "Long Cool Woman in a Black Dress". Fueron la primera asociación de composición de canciones del Reino Unido en recibir un premio Ivor Novello como 'Compositores del año' en dos años consecutivos.

## Biografía
Roger Greenaway nació en Fishponds, Bristol, Inglaterra. Tanto Greenaway como Roger Cook eran miembros del grupo The Kestrels. Mientras estaban de gira, decidieron comenzar a escribir canciones juntos. La primera fue "You've Got Your Troubles", un sencillo que alcanzó el número 2 en el Reino Unido con The Fortunes en 1965 y que también llegó al número 7 en el Billboard Hot 100 de Estados Unidos. Más tarde ese año, comenzaron a grabar juntos bajo el nombre de David y Jonathan. Su primer sencillo "Laughing Fit To Cry" no llegó a las listas de éxitos, pero obtuvieron éxitos en 1966 con una versión de "Michelle" de los Beatles y con su propia composición "Lovers of the World Unite". Su penúltimo sencillo, "Softly Whispering I Love You", en 1967, no fue un éxito en ese momento, pero se convirtió en un éxito número 4 en el Reino Unido en 1971 por la banda The Congregation. En 1968, Cook y Greenaway anunciaron que ya no grabarían como dúo sino que continuarían como compositores.
Sus éxitos como compositores para otros artistas, a veces con otros colaboradores, incluyen: "Home Lovin' Man" (Andy Williams), "Blame it on the Pony Express" (Johnny Johnson and the Bandwagon), "Hallelujah" (Deep Purple), "Something Tells Me (Something's Gonna Happen Tonight)"  Cilla Black y Bobbi Martin, "Long Cool Woman in a Black Dress" y "Gasoline Alley Bred", (The Hollies), "You've Got Your Trouble", "Freedom Come, Freedom Go" (The Fortunes), "Banner Man", "Melting Pot", "Good Morning Freedom" (Blue Mink), "Green Grass" (Gary Lewis & the Playboys), "New Orleans" (Harley Quinne), "A Way of Life" (The Family Dogg) y "Something's Gotten Hold of My Heart" (Gene Pitney).
También escribieron "High 'N' Dry" (Cliff Richard), que fue el lado B de "Congratulations ", la canción finalista del Festival de la Canción de Eurovisión del Reino Unido en 1968.
Cuando se formó Blue Mink en 1969, se le pidió a Greenaway que fuera el vocalista principal junto a Madeline Bell pero rechazó la oferta y recomendó a Cook, quien aceptó. Al año siguiente, Greenaway se asoció durante un tiempo con el cantante Tony Burrows para formar The Pipkins, un dúo que tuvo un éxito en el Top 10 en 1970 con "Gimme Dat Ding". También en 1970, fue brevemente miembro de Brotherhood of Man, que obtuvo un éxito en el Reino Unido y Estados Unidos con "United We Stand".
"I'd Like to Teach the World to Sing (in Perfect Harmony)" de The New Seekers comenzó como una colaboración entre Cook y Greenaway llamada "True Love and Apple Pie", grabada por Susan Shirley. La canción fue luego reescrita por Cook, Greenaway, el ejecutivo de publicidad de Coca-Cola Bill Backer y Billy Davis, y grabada como un comercial de radio de Coca-Cola, con la letra "Me gustaría comprarle al mundo una Coca-Cola y hacerle compañía". Emitido por primera vez en la radio estadounidense en 1970, también se utilizó como comercial de televisión un año después, lo que provocó la demanda pública de su lanzamiento como sencillo. Reelaborado, nuevamente, para eliminar las referencias a la marca, el sencillo subió al número 1 en el Reino Unido y al número 7 en los Estados Unidos. en 1972. La canción ha vendido más de doce millones de copias en todo el mundo.
Después de que Cook se mudara a los Estados Unidos en 1975, Greenaway trabajó con otros socios, en particular con Geoff Stephens, siendo ambos responsables de la canción interpretada por la cantante Dana, "It's Gonna be a Cold Cold Christmas", que alcanzó el número 4 en el Reino Unido y de "It's Like We Never Said Goodbye" una canción country con la que Crystal Gayle alcanzó el número 1 en Estados Unidos. Con Barry Mason, escribió "Say You'll Stay Until Tomorrow" para Tom Jones, que pasó diez semanas en el Top 40 de la lista Billboard Hot Country Singles (ahora Hot Country Songs), y llegó al número 1 el 26 de febrero de 1977.
Greenaway asumió un papel cada vez mayor en la administración de empresas, convirtiéndose en presidente de la Performing Right Society en 1983 y, en 1995, haciéndose cargo de la oficina europea de ASCAP. También escribió jingles publicitarios para Allied Carpets, Asda y British Gas.
En 1998, fue galardonado con la Orden del Imperio Británico por sus servicios a la industria musical. Fue incluido en el Salón de la Fama de los Compositores de Nueva York en 2009.